# Антонова (Свердловская область)
Антонова — деревня в Талицком городском округе Свердловской области, Россия.

## Географическое положение
Деревня Антонова муниципального образования «Талицкого городского округа» Свердловской области находится на расстоянии 29 километров (по автотрассе в 37 километрах) к востоку-юго-востоку от города Талица, по обоим берегам реки Рамыль (левый приток реки Беляковка).

## Население
| 2002 | 2010 | 2021 |
| ---- | ---- | ---- |
| 128  | ↘112 | ↘55  |